# Petăr Tačev
Petăr Vitanov Tačev (in bulgaro Петър Витанов Тачев?; Veliko Tărnovo, 23 luglio 1938) è un ex sollevatore bulgaro medagliato europeo, che ha gareggiato nelle categorie dei pesi massimi leggeri e pesi mediomassimi.

## Carriera
Partecipò a due edizioni dei Giochi olimpici: a Roma nel 1960, nella categoria dei massimi leggeri, dove si classificò al sesto posto, e a Tokyo nel 1964 (che valevano anche come campionati mondiali) nella categoria dei pesi mediomassimi piazzandosi all'ottavo posto.
Ai campionati europei di Budapest nel 1962 e di Sofia nel 1965 conquistò due medaglie di bronzo nei pesi mediomassimi.